# Errol Brown

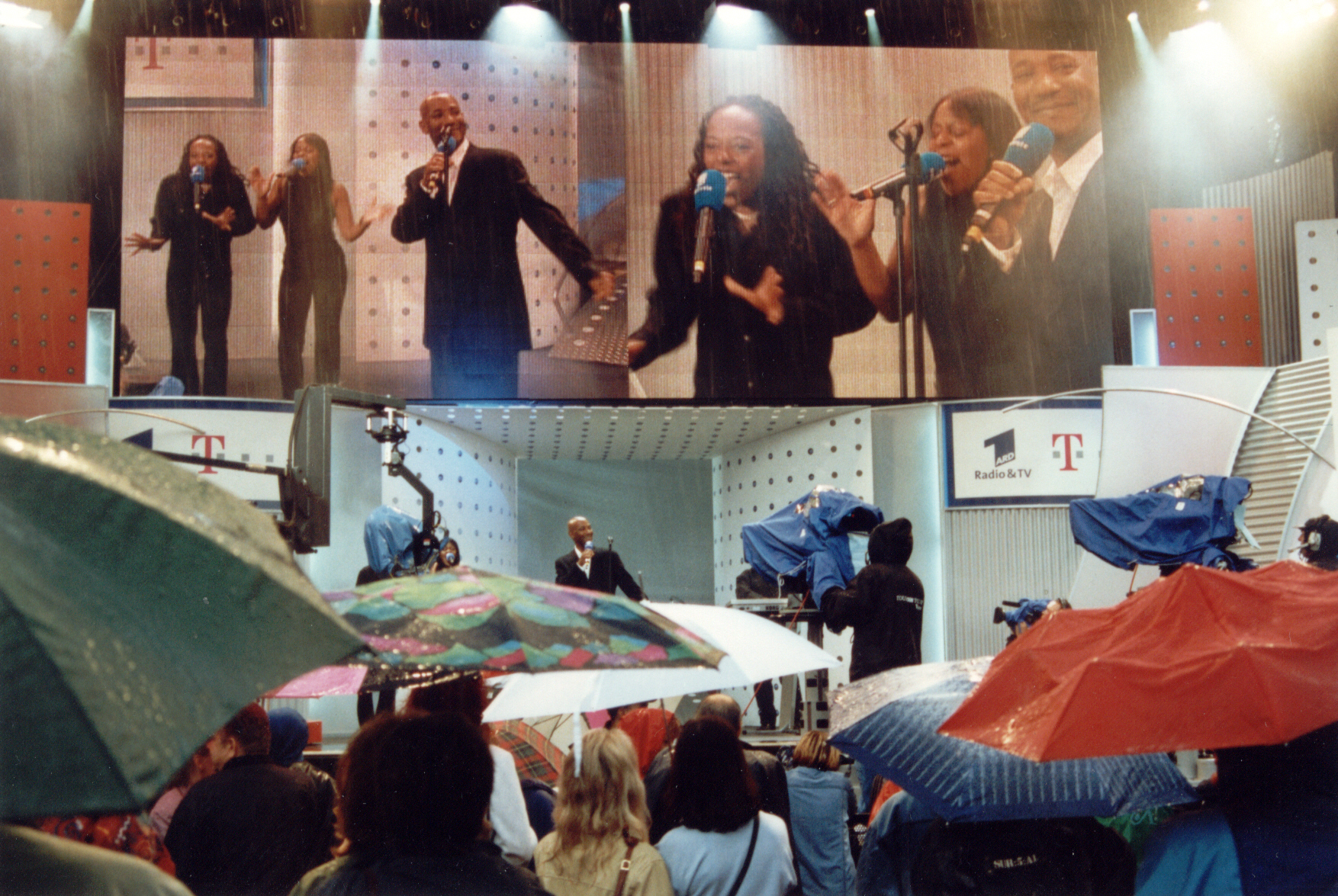
Errol Brown tijdens een optreden in 1998

Lester Errol Brown (Kingston, Jamaica, 12 november 1943 – Bahama's, 6 mei 2015) was een Jamaicaans-Britse zanger en liedschrijver en vooral bekend als frontman van de soulband Hot Chocolate. 

## Carrière
Brown is geboren op Jamaica, maar verhuisde naar het Verenigd Koninkrijk toen hij 11 was. Muzikaal brak hij door in 1969, toen hij met een aantal vrienden een opname maakte van het nummer Give Peace a Chance van John Lennon. Omdat hij de tekst niet mocht veranderen zonder toestemming van Lennon, zond Brown een kopie van de opname naar Lennons platenlabel Apple. Het nummer werd met Lennons toestemming uitgegeven.
De albums van Hot Chocolate werden geproduceerd door Mickie Most en opgenomen in de studio van RAK Records. Brown had sinds de jaren tachtig een solocarrière en behaalde succes in clubs met de singles Personal touch en Body Rockin' uit 1987.
In 2014 werd bij hem leverkanker geconstateerd. Brown overleed op 71-jarige leeftijd in zijn huis op de Bahama's. Hij liet een vrouw en twee dochters achter.
Hij werd begraven in Nassau (Bahama's) op het Christ Church Cathedral Cemetery.
- Bibsys: 43586
- Biblioteca Nacional de España: XX1587767
- Bibliothèque nationale de France: cb141595532 (data)
- Gemeinsame Normdatei: 134566998
- International Standard Name Identifier: 0000 0000 5548 3098
- Library of Congress Control Number: n93054975
- MusicBrainz: eb2f8c3f-8c4c-408a-8944-917283e3bc70
- Nationale Bibliotheek van Tsjechië: xx0213248
- Virtual International Authority File: 58290032
- WorldCat: E39PBJh4w6y49twJyYgCRTmTpP